# Mios

Mios este o comună în departamentul Gironde din sud-vestul Franței. În 2009 avea o populație de 6.891 de locuitori.

## Evoluția populației
| An        | 1975  | 1982  | 1990  | 1999  | 2006  | 2009  |
| --------- | ----- | ----- | ----- | ----- | ----- | ----- |
| Populație | 2.446 | 2.977 | 3.786 | 4.620 | 6.206 | 6.891 |